# Papirus Oxyrhynchus 45
Papirus Oxyrhynchus 45 oznaczany jako P.Oxy.I 45 – rękopis zawierający oficjalny raport o podziale gruntów (καταλοχισμός) napisany w języku greckim przez Fanisasa, Heraklasa i Diogenesa. Papirus ten został odkryty przez Bernarda Grenfella i Arthura Hunta w 1897 roku w Oksyrynchos. Rękopis został napisany 29 sierpnia 95 roku n.e. Przechowywany jest w muzeum Uniwersytetu Pensylwanii (E 2750). Tekst został opublikowany przez Grenfella i Hunta w 1898 roku.
Manuskrypt został napisany na papirusie, na pojedynczej karcie. Rozmiary zachowanego fragmentu wynoszą 20 na 9,5 cm.